# Michael Prochazka
Michael Prochazka (nació el 10 de febrero de 1972 en Klagenfurt) es un austriaco dedicado a las ciencias sociales y económicas.

## Vida
Michael Prochazka estudió ciencias económicas y políticas, Etnología y Sinología en la Universidad de Viena, relaciones internacionales en la École supérieure de commerce de Paris, y absolvió un posgrado en Jiangxi Caijing Daxue en Nanchang, China.
Prochazka trabajó como voluntario para el Servicio Austriaco en el Extranjero, donde en el 2001 fue ascendido a la junta directiva. Desde entonces trabaja como interino de Andreas Maislinger , coordinando en conjunto el servicio austriaco en el extranjero ( Servicio Austriaco de la Memoria, Servicio Social Austriaco y Servicio Austriaco de la Paz). En el año 2006 Michael Prochazka fue el encargado de ampliar los campos de actividades en la Cooperación al desarrollo.
Entre el 2001 y 2006 preparó el servicio en memoria a esta institución en China. El primer voluntario comenzó su servicio 1. de febrero del 2006 en Shanghái, en el centro para estudios judíos.
En el año 2003 creó el programa „experience european responsibility“ y comenzó con su transposición. Este programa pretende apoyar la integración de jóvenes desfavorecidos en el mercado laboral de Europa a través de prácticas en el extranjero.
Desde el 2003 al 2005 fue Secretario General de la organización internacional “Naturfreunde” y responsable de la coordinación entre 50 asociaciones con 500.000 miembros alrededor del mundo. Aparte de esto, participó en la realización del proyecto “Paisaje del Año“ en Fráncfort del Óder y en Jura.
En esta función fue miembro del gremio de directores europeos, el GREEN 9 – que es el número 9 en el movimiento ambiental en Europa: Greenpeace, WWF, Birdlife, Climate Action Network, Europäisches Umweltbüro, Epha Environment Network, Amigos de la Tierra, European Federation for Transport and Environment und Naturfreunde.

En el año 2005, en conjunto con su mujer Hong Yang, crearon el programa „Cheng Gong Help Scholarship“. El cual da subvenciones a niños y adolescentes que vienen de zonas campestres y cuyos paders trabajan en la Agricultura. La meta de este programa consiste en proveer a estos niños y adolescentes la oportunidad de asistir a la escuela, a pesar de la necesidad de su trabajo en la agricultura de los padres. Los costos que resultan de la ausencia del trabajo de los niños y jóvenes son cubiertos por el programa „Cheng Gong Help Scholarship Program“.
En el 2006 fundó ,en conjunto con Hong Yang, una asociación para la investigación y fomento de los factores de éxito en la Educación formal. El objetivo de esta asociación es encontrar los factores de éxito, cuyos sean necesarios para una educación justa y los cuales conlleven a formar la base para así también poder alcanzar regiones aún no tan desarrolladas.
- Datos: Q86352
- Multimedia: Michael Prochazka / Q86352